# Kalač

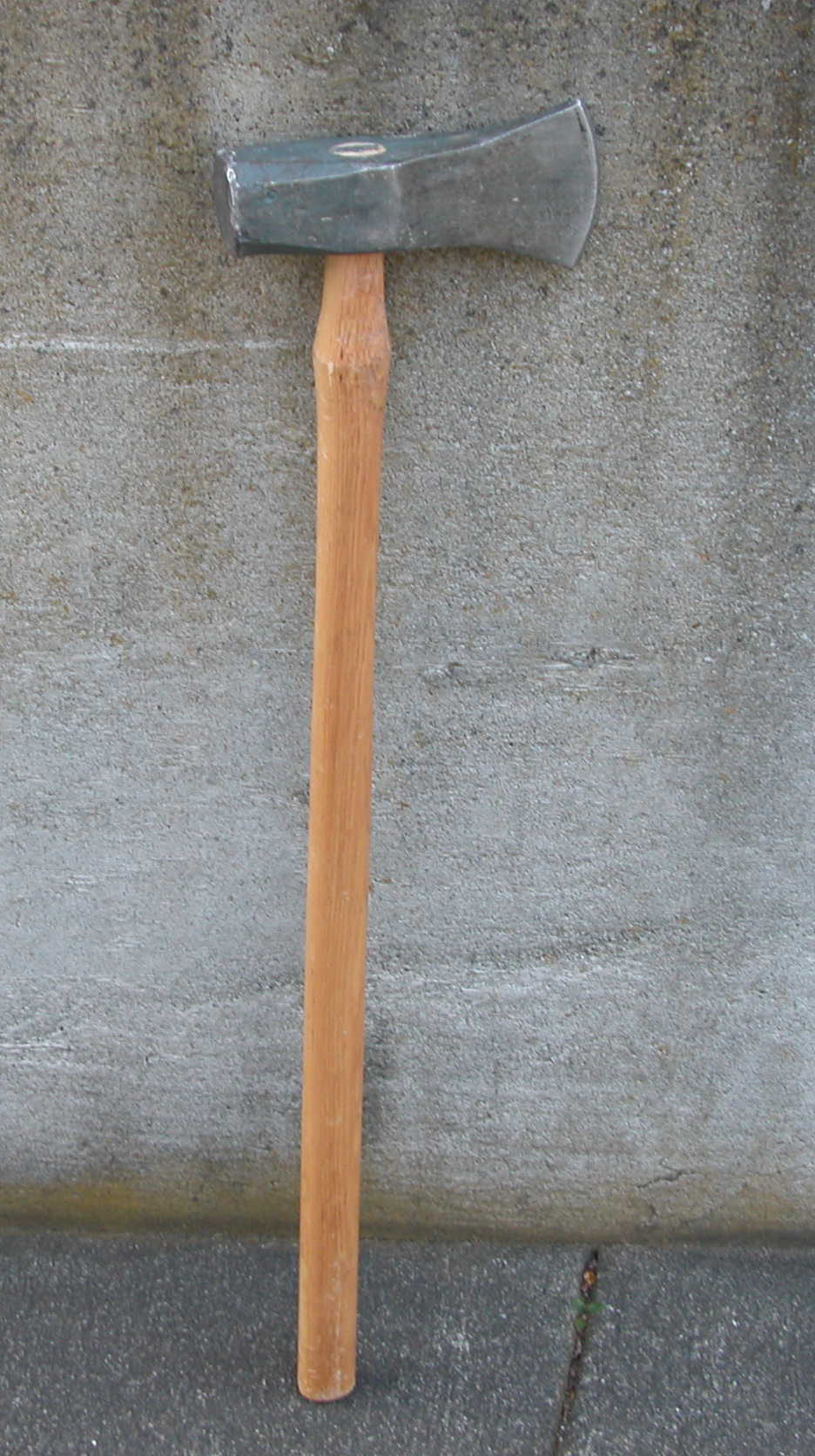
Kalač s malým okem

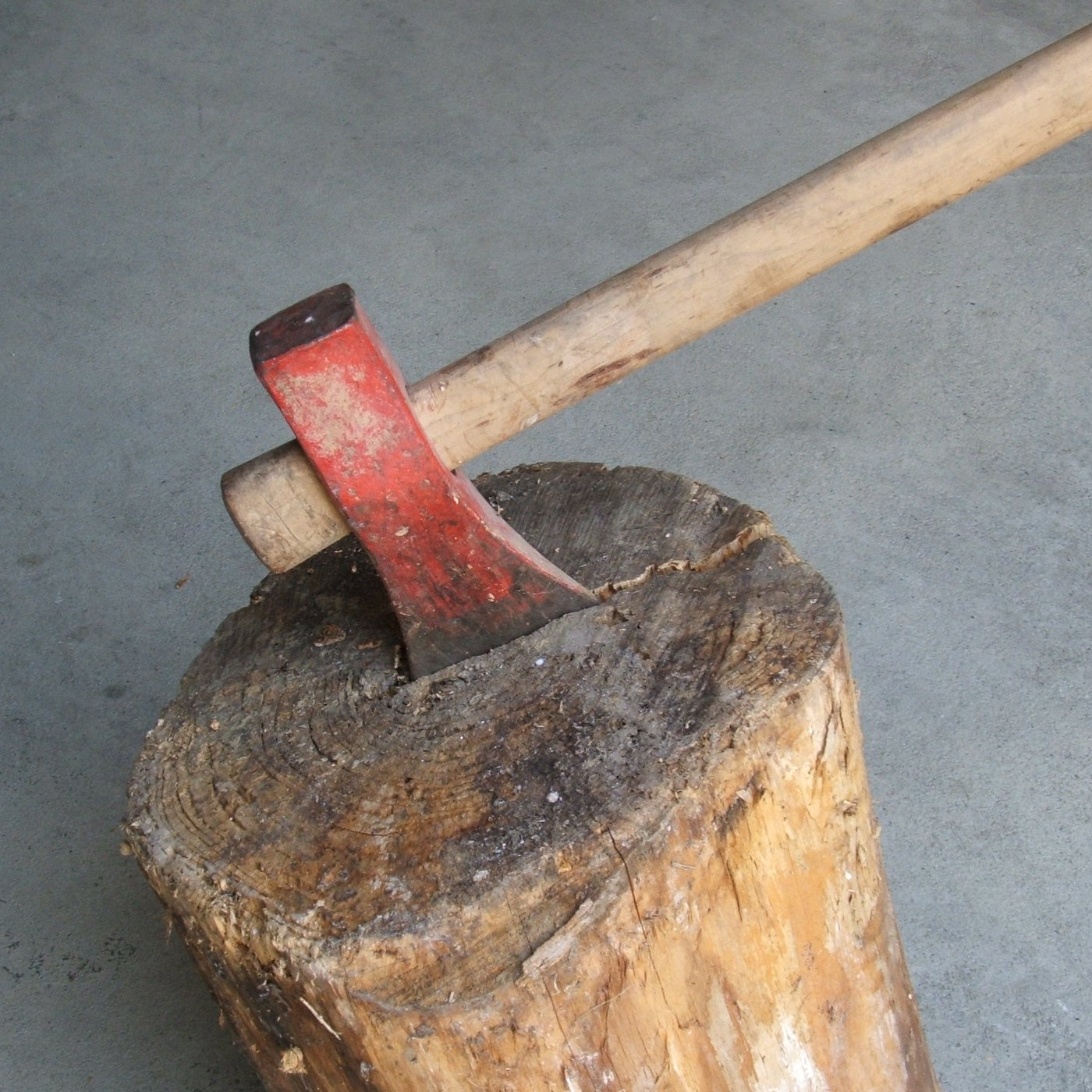
Kalač s velkým okem

Kalač (též kaloč) je těžká sekera na dlouhém topůrku určená pro štípání velkých dřevěných špalků. K tomu je buď vhodně uzpůsobena svým rozšiřujícím se tvarem, jako sekera, anebo naopak jen úzkou čepelí, a pak jde o tzv. štípací kladivo. Dále se kalač vyznačuje velkou vahou. Hmotnost kalače činí většinou 3 až 5 kg.
Tupá strana se dá použít i jako palice, například pro zatloukání klínů do dřeva. Její význam je však při opačném použití: Na rozdíl od obyčejné sekery má na druhé straně hlavy bytelnou plosku, jako kladivo. Kalač je tedy určen i pro údery: Používá se pro štípání polen ani ne tak jako sekera, ale spíše jako klín na násadě, kdy se do jeho plosky bije kladivem, typicky stejně mohutným. Kalač pak podstatně zvyšuje bezpečnost práce.

## Typy kalačů
Klasické kalače pro nasazení na dřevěné topůrko můžeme rozdělit na dva typy:
- s malým okem – topůrko se nasazuje jako u kladiva (zespodu) a zajišťuje klínkem
- s velkým okem – topůrko se nasazuje jako u krumpáče (seshora)

Moderní kalače nemají oka a jsou vsazeny do plastových topůrek.
Na severní Moravě se používá pojmenování pantok.
Pantok je dlouhá úzká sekera s cca 1 metr dlouhým topůrkem, která se používala v lese při dobývání pařezů na přesekání kořenů.